# Edzard I van Oost-Friesland
Edzard I, Edzard de Grote (Greetsiel, 1461 - Emden, 14 februari 1528) graaf van Oost-Friesland vanaf 1492 in opvolging van zijn broer Enno.
Hij streed met Georg van Saksen om Friesland en Groningen. De stad Groningen nam hem in 1506 als heer aan, maar ruilde hem in 1514 alweer in voor Karel van Gelre.

## Regering
Nadat hij in 1492 terugkeerde van een pelgrimstocht naar Jeruzalem nam hij, samen met zijn moeder Theda de regering over Oost-Friesland op zich. Nadat zijn moeder in 1494 was gestorven regeerde hij samen met zijn minder beduidende broer Uko.
Edzard I kenmerkte zich vooral door de energieke aanpak van zijn tegenstrevers, de Oost-Friese leiders Hero Omken uit Harlingerland en Edo Wiemken uit Jever, die hij al snel tot onderwerping dwong. Verder was hij een warm begunstiger van de reformatie in zijn gebied door de inrichting van een nieuwe Oost-Fries landrecht, de hervorming van het muntwezen en de invoering van de primogenitur (erfopvolging door eerstgeborene) in zijn huis Cirksena.
Hertog Albrecht van Saksen werd door keizer Maximiliaan I in 1498 benoemd tot stadhouder over alle Friese landen. Dit werd door de stad Groningen geweigerd. Graaf Edzard zag dit als een goede gelegenheid zijn invloed uit te breiden over de provincie Groningen en liet zich uitroepen tot beschermheer van de stad.
Daarop vielen 24 Duitse hertogen en graven met hun troepen de Friese landen binnen en richtten grote verwoestingen aan. Edzard werd door de keizer vogelvrij (reichsacht) verklaard.
Zijn buitenlandpolitiek leidde hen tot een driejarige strijd (1514-1517) tegen hertog George van Saksen. Deze strijd speelde zich grotendeels op Oost-Fries gebied af en zorgde ervoor dat grote gebieden werden vernietigd, zo werd bijvoorbeeld de stad Aurich geheel met de grond gelijk gemaakt.
In de drie jaren durende strijd wist Edzard uiteindelijk het grootste deel van Oost-Friesland in zijn macht te houden. Pas toen keizer Karel V aan het hoofd van de Nederlanden kwam, slaagde Edzard er in genade te krijgen en beleend te worden met Oost-Friesland.

## Huwelijk en kinderen
Hij huwde in 1498 met Elisabeth van Rietberg-Arnsberg (1470 - 1512) en had 3 kinderen :
- Margareta (1500-1537), huwde met Filip van Waldeck-Wildungen
- Enno (1505-1540), zijn opvolger
- Johan (1506-1574)